# Lammassaari (ö i Södra Savolax, S:t Michel, lat 61,68, long 27,15)
Lammassaari är en ö i Finland. Den ligger i sjön Iso-Vuolinko och i kommunen Sankt Michel i den ekonomiska regionen  S:t Michel och landskapet Södra Savolax, i den södra delen av landet, 200 km nordost om huvudstaden Helsingfors. Öns area är 4,1 hektar och dess största längd är 390 meter i nord-sydlig riktning.